# Goodies
Goodies ist das Debütalbum der US-amerikanischen Sängerin Ciara, die sich damit musikalisch im R&B-, Pop- und Hip-Hopbereich bewegt. Das Album wurde in der ersten Woche über 125.000-mal weltweit verkauft. Die erste Singleauskoppelung war Goodies.

## Produktion
Ciara nahm beinahe das gesamte Album in Atlanta auf. Vier der Lieder (1, 2 Step, Thug Style, Pick Up the Phone, und Lookin’ at You) wurden zwei Jahre vor der Veröffentlichung des Albums von Jazze Pha produziert und kamen auf das Album. Der R&B-Sänger und -Songwriter R. Kelly schrieb und produzierte das Lied Next to You. Ihre vierte Singleauskoppelung And I hat Ciara selber geschrieben.

## Titelliste
1. Goodies (feat. Petey Pablo; produziert von Lil Jon) 3:43
2. 1, 2 Step (feat. Missy Elliott; produziert von Jazze Pha) 3:23
3. Thug Style (produziert von Jazze Pha) 4:25
4. Hotline (produziert von Bangladesh) 3:23
5. Oh (feat. Ludacris; produziert von Dre & Vidal) 4:16
6. Pick Up the Phone (produziert von Jazze Pha) 3:48
7. Lookin’ at You (produziert von Jazze Pha) 3:35
8. Ooh Baby (produziert von Flash Technology) 3:37
9. Next to You (feat. R. Kelly; produziert von R. Kelly) 3:13
10. And I (produziert von Adonis Shropshire) 3:53
11. Other Chicks (produziert von French) 4:21
12. The Title (produziert von Jasper Cameron) 4:21
13. Goodies (feat. T.I. und Jazze Pha; produziert von Lil Jon) 4:21

Bonustitel:
1. Crazy 3:51

Goodies&More:
1. Oh (feat. Ludacris; DJ Volume „South Beach“ Remix) 4:20
2. 1, 2 Step (feat. Missy Elliott; Don Candiani Reggaeton Mix) 3:54
3. Goodies (feat. M.I.A.; Richard X Remix) 5:03

## Kommerzieller Erfolg

### Chartplatzierungen
| ChartsChartplatzierungen       | Höchstplatzierung | Wochen |
| ------------------------------ | ----------------- | ------ |
| Deutschland (GfK)              | 67 (13 Wo.)       | 13     |
| Schweiz (IFPI)                 | 52 (12 Wo.)       | 12     |
| Vereinigte Staaten (Billboard) | 3 (71 Wo.)        | 71     |
| Vereinigtes Königreich (OCC)   | 26 (25 Wo.)       | 25     |

| ChartsJahrescharts (2004)      | Platzierung |
| ------------------------------ | ----------- |
| Vereinigte Staaten (Billboard) | 177         |

| ChartsJahrescharts (2005)      | Platzierung |
| ------------------------------ | ----------- |
| Vereinigte Staaten (Billboard) | 19          |

### Auszeichnungen für Musikverkäufe
Das Album erhielt weltweit vier Goldene Schallplatten, sowie fünf Platin-Schallplatten für über 4,3 Millionen verkaufte Einheiten. Quellen zufolge soll es sich über fünf Millionen Mal verkauft haben.

| Land/Region                  | Auszeichnungen für Musikverkäufe (Land/Region, Auszeichnung, Verkäufe) | Verkäufe  |
| ---------------------------- | ---------------------------------------------------------------------- | --------- |
| Irland (IRMA)                | Gold                                                                   | 7.500     |
| Japan (RIAJ)                 | Gold                                                                   | 100.000   |
| Kanada (MC)                  | Platin                                                                 | 100.000   |
| Neuseeland (RMNZ)            | Platin                                                                 | 15.000    |
| Vereinigte Staaten (RIAA)    | 4× Platin                                                              | 4.000.000 |
| Vereinigtes Königreich (BPI) | Gold                                                                   | 100.000   |
| Insgesamt                    | 3× Gold · 6× Platin ·                                                  | 4.322.500 |